# Cholet-Pays de Loire 2014
La Cholet-Pays de Loire 2014, trentasettesima edizione della corsa e valida come evento dell'UCI Europe Tour 2014 categoria 1.1, si svolse il 23 marzo 2014 su un percorso di 206 km. Fu vinta dal belga Tom Van Asbroeck, che giunse al traguardo con il tempo di 5h13'38", alla media di 39,4 km/h.
Al traguardo 52 ciclisti portarono a termine la gara.

## Squadre e corridori partecipanti
| N.    | Cod. | Squadra                      |
| ----- | ---- | ---------------------------- |
| 1-8   | ALM  | AG2R La Mondiale             |
| 11-18 | FDJ  | FDJ.fr                       |
| 21-28 | EUC  | Team Europcar                |
| 31-38 | BSE  | Bretagne-Séché Environnement |
| 41-48 | COF  | Cofidis, Solutions Credits   |
| 51-58 | TNN  | Team Novo Nordisk            |
| 61-68 | TSV  | Topsport Vlaanderen-Baloise  |
| 71-78 | CJR  | Caja Rural-Seguros RGA       |
| 81-88 | WGG  | Wanty-Groupe Gobert          |
| 91-98 | RVL  | RusVelo                      |

| N.      | Cod. | Squadra                 |
| ------- | ---- | ----------------------- |
| 101-108 | CCC  | CCC Polsat-Polkowice    |
| 111-118 | RLM  | Roubaix-Lille Metropole |
| 121-128 | BIG  | BigMat-Auber 93         |
| 131-138 | LPM  | La Pomme Marseille 13   |
| 141-148 | WBC  | Wallonie-Bruxelles      |
| 151-158 | VER  | Veranclassic-Doltcini   |
| 161-168 | LOK  | Lokosphinx              |
| 171-178 | CCD  | Team Differdange-Losch  |
| 181-188 | TIK  | Itera-Katusha           |

## Ordine d'arrivo (Top 10)
| Pos. | Corridore          | Squadra        | Tempo    |
| ---- | ------------------ | -------------- | -------- |
| 1    | Tom Van Asbroeck   | Topsport       | 5h13'38" |
| 2    | Sébastien Delfosse | Wallonie       | s.t.     |
| 3    | Sébastien Turgot   | AG2R La Mond.  | s.t.     |
| 4    | Pierrick Fédrigo   | FDJ.fr         | s.t.     |
| 5    | Benoît Jarrier     | Bretagne-Séché | s.t.     |
| 6    | Jimmy Engoulvent   | Europcar       | s.t.     |
| 7    | Frederik Veuchelen | Wanty-Gobert   | s.t.     |
| 8    | Gediminas Bagdonas | AG2R La Mond.  | a 6"     |
| 9    | Arnaud Courteille  | FDJ.fr         | a 10"    |
| 10   | Thomas Sprengers   | Topsport       | a 35"    |